# بوگدان راکوویتسان
بوگدان راکوویتسان (انگلیسی: Bogdan Racovițan؛ زادهٔ ۶ ژوئن ۲۰۰۰) بازیکن فوتبال اهل رومانی است.
از باشگاه‌هایی که در آن بازی کرده‌است می‌توان به باشگاه فوتبال بوتوشانی، باشگاه فوتبال دیژون و باشگاه فوتبال راکو چنتستوخووا اشاره کرد.
وی همچنین در تیم ملی فوتبال زیر ۲۱ سال رومانی بازی کرده‌است.